# Schlacht von Schwarzach
Die Schlacht von Schwarzach (auch Schlacht bei Stadtschwarzach, Schlacht von Stadtschwarzach) war eine kriegerische Auseinandersetzung zwischen den Bundestruppen des Heiligen Römischen Reichs unter Führung des Fürsten Heinrich II. von Braunschweig-Wolfenbüttel und den Soldaten des Markgrafen Albrecht II. Alcibiades von Brandenburg-Kulmbach im Zweiten Markgrafenkrieg am 13. Juni 1554. Die Schlacht war ein Rückzugsgefecht des Markgrafen auf der Flucht in sein Stammland und endete mit einem Sieg der Bundestruppen.

## Vorgeschichte
Der sogenannte Zweite Markgrafenkrieg war von Markgraf Albrecht Alcibiades im Mai 1552 durch die Belagerung der Bischofsstadt Bamberg ausgelöst worden. Albrecht versuchte durch mehrere Fehden gegen die anderen fränkischen Reichsstände, insbesondere die Fürstbistümer Bamberg und Würzburg sowie die Reichsstädte Nürnberg und Schweinfurt seinen Einfluss im Fränkischen Reichskreis zu erhöhen. Die Stadt Schweinfurt wurde von ihm 1553 erobert und zu einem militärischen Stützpunkt ausgebaut.
Während des Sommers 1553 zog Albrecht mit seinen Truppen durch das heutige Thüringen und Niedersachsen. Inzwischen hatten sich seine Gegner in mehreren Bünden gegen ihn organisiert und konnten dem Markgrafen in der Schlacht bei Sievershausen eine entscheidende Niederlage beibringen. Im Anschluss begannen die Bundestruppen die Stammlande des Markgrafen um Kulmbach und Hof zu erobern. Am 1. Dezember 1553 wurde Albrecht vom Kaiser in die Reichsacht genommen.
Herzog Heinrich II. von Braunschweig-Wolfenbüttel war vom Kaiser zum Heerführer der „Einigungsverwandten“, aller Gegner des Markgrafen, erklärt worden. Er versuchte mit seinen Truppen Schweinfurt einzunehmen. Allerdings kam ihm Markgraf Albrecht zuvor und erreichte von Ilmenau kommend am 10. Juni 1554 die Stadt. Schweinfurts Stadtmauer war jedoch von den vorhergehenden Auseinandersetzungen schwer beschädigt und die Stadt konnte die Soldaten des Markgrafen nicht ernähren.
Am 11. Juni erhielten die markgräflichen Truppen Verstärkung von mehreren Reiterfähnlein aus der Plassenburg bei Kulmbach. In der Nacht vom 12. auf den 13. Juni ab 22 Uhr begannen die Soldaten des Markgrafen durch eine Notbrücke über den Main in Richtung Süden abzuziehen. Die Bundestruppen bemerkten die Flucht am nächsten Morgen. Sie eroberten Schweinfurt und zerstörten die Stadt weitgehend (Zweites Stadtverderben). Oberst Bohuslav Felix von Lobkowitz und Hassenstein wurde beauftragt, den fliehenden Markgrafen zu verfolgen.

## Ablauf der Schlacht
Hassensteins Armee war der von Albrecht weit überlegen. Während auf der Seite des Markgrafen lediglich 600 Reiter und fünf Fähnlein Fußvolk kämpften, andere Quellen sprechen auch von nur drei Reitergeschwadern und vier Fähnlein Fußvolk, standen Hassenstein insgesamt sieben Geschwader Reiter und 19 Fähnlein Fußvolk zur Verfügung. Zusätzlich konnten die Bundestruppen auf 1.200 sogenannte Freischützen zurückgreifen, die aus den Schützenvereinen der Umgebung rekrutiert wurden.
Albrecht Alcibiades zog mit seinen Soldaten über Röthlein und Kolitzheim in Richtung Volkach. Er wollte hinter Kitzingen sein eigenes Territorium um Uffenheim erreichen. Am Mittag des 13. Juni 1554 erreichte die vorausreitende Kavallerie Hassensteins die Truppen des Markgrafen auf den Gaibacher Höhen vor Volkach. Albrechts Soldaten stellten sich in Schlachtordnung auf. Allerdings kam es hier nur zu einzelnen Scharmützeln, weil das Gros der Bundestruppen noch nicht eingetroffen war.
Der Markgraf floh mit seinen Truppen den Gaibacher Berg in Richtung Volkach hinab, während auch die Infanterie Hassensteins die Höhen um Gaibach erreicht hatten. Allerdings verweigerte der Volkacher Rat den Einzug der markgräflichen Truppen. Der Stadtherr, der Würzburger Fürstbischof Melchior Zobel von Giebelstadt, hatte dort ein Reiterfähnlein stationiert, das die Stadt bei einem möglichen Angriff des Markgrafen verteidigen sollte.
Während des Nachmittags des 13. Juni zogen die markgräflichen Truppen zwischen Sommerach und Düllstadt weiter. Dort wurden sie erstmals von der Reiterei Hassensteins überholt. Insbesondere die Geschütze des Markgrafen kamen auf dem sandigen Untergrund im Maintal nur langsam vorwärts. Am sogenannten Eulenberg östlich von Münsterschwarzach und nordöstlich von Stadtschwarzach trafen die beiden Heere aufeinander.
Dem Markgraf gelang es, seine Truppen in Schlachtordnung aufzustellen. Allen voran stand die schwere Reiterei, dahinter wurde das Fußvolk positioniert. Am Stephansberg, nahe dem gleichnamigen Meierhof, waren die Geschütze aufgestellt. Hassenstein begann zunächst, seine Hakenschützen zusammenzuziehen. Den ersten Angriff der Bundestruppen übernahmen die Kavallerieeinheiten Hassensteins. Ihnen gelang es, die markgräflichen Soldaten aus ihren Stellungen zu werfen.
Der Markgraf und seine Soldaten zogen sich in den sogenannten Schwarzacher Klosterforst zurück. Dort erwarteten sie den erneuten Angriff Hassensteins. Insgesamt 600 Reiter und eine Schar Hakenschützen entschieden die Schlacht und zwangen die markgräflichen Soldaten zur Flucht. Hassensteins Truppen verfolgten die Fliehenden bis nach Kitzingen. Insgesamt starben in der Schlacht etwa 800 Soldaten. Etwa 3500 markgräfliche Soldaten wurden gefangen genommen.

## Folgen
Das eigentliche Ziel, die Gefangennahme des Markgrafen, hatte die Schlacht nicht erreichen können. Allerdings gelang es den Bundestruppen, alle markgräflichen Geschütze, den gesamten Tross, das Geschirr und das Gepäck an sich zu bringen. Außerdem konnte man einige Munition und 17 Fahnen erbeuten. Daneben fielen den Truppen des Bundes die markgräfliche Briefkorrespondenz, die Kleiderkisten und die lebensnotwendige Kriegskasse in die Hände.
Markgraf Albrecht II. Alcibiades gelang allerdings mit wenigen Getreuen die Flucht ins verbündete Uffenheim. Die Stammburg des Markgrafen in Kulmbach wurde inzwischen belagert und fiel im Juli 1554 an die Bundestruppen. Der Markgraf setzte sich daraufhin in die Markgrafschaft Baden ab, wo er von seinem Schwager Karl II. von Baden-Durlach aufgenommen wurde. Er verstarb am 8. Januar 1557 in der Residenzstadt Pforzheim.

## Rezeption
Die Schlacht von Schwarzach wurde insbesondere in der zeitgenössischen Schnittkunst aufgegriffen. Der Nürnberger Holzschneider Hans Glaser, der auch der Briefmaler des Zweiten Markgrafenkrieges genannt wurde, fertigte bereits kurze Zeit nach der Schlacht einen Holzschnitt mit der Darstellung der Ereignisse. Der Holzschnitt wurde als Flugblatt unter der Mitarbeit des Hans Wandereisen in der Bevölkerung verteilt.
Der Holzschnitt mit den Maßen 66,3 cm auf 22 cm befindet sich heute in der Staatsbibliothek Bamberg. Er wurde aus zwei Seiten zusammengeklebt und handkoloriert. Im Hintergrund ist die Steigerwaldkette mit Schwanberg, Stephansberg und Castell zu erkennen, davor ist das weite Schlachtfeld dargestellt. Eine Inschrift lautet „Ein Schlacht, darinn Marggraff Albrecht der Echter aber einmal erlegt und geschlagen ist worden bey der Stat Schwarzach (...)“.